# Ulster Open 2016
Die Ulster Open 2016 im Badminton fanden vom 22. bis zum 23. Oktober 2016 in Lisburn statt.

## Sieger und Platzierte
| Disziplin    | Gold                            | Silber                           | Bronze                         |
| ------------ | ------------------------------- | -------------------------------- | ------------------------------ |
| Herreneinzel | Tony Stephenson                 | Jonathan Dolan                   | Nigel Boyne                    |
| Herreneinzel | Tony Stephenson                 | Jonathan Dolan                   | Neil O’Flaherty                |
| Dameneinzel  | Sara Boyle                      | Moya Ryan                        | Rachael Woods                  |
| Dameneinzel  | Sara Boyle                      | Moya Ryan                        | Rebecca Woods                  |
| Herrendoppel | Tony Murphy Tony Stephenson     | Ciaran Chambers Stuart Lightbody | Jonathan Dolan David Walsh     |
| Herrendoppel | Tony Murphy Tony Stephenson     | Ciaran Chambers Stuart Lightbody | Adam McAllister Brian O’Mahony |
| Damendoppel  | Sinead Chambers Jennie King     | Moya Ryan Beth Stephenson        | Rachael Woods Rebecca Woods    |
| Damendoppel  | Sinead Chambers Jennie King     | Moya Ryan Beth Stephenson        | Karen Nelson Vicki Pesti       |
| Mixed        | Ciaran Chambers Sinead Chambers | Daniel Magee Jennie King         | Stuart Lightbody Crona Rooney  |
| Mixed        | Ciaran Chambers Sinead Chambers | Daniel Magee Jennie King         | David Walsh Moya Ryan          |